# Chaetanaphothrips
Chaetanaphothrips (лат.) — род трипсов из семейства Thripidae (Thysanoptera).

## Распространение
Это род в основном встречается в юго-восточной Азии, но с несколькими видами, широко распространенными по всему миру.

## Описание
Мелкие насекомые с четырьмя бахромчатыми крыльями. Самка макроптерная. Голова шире длины, верхнечелюстные пальпы 3-сегментные; глаза крупные, без пигментных фасеток; глазковые волоски I присутствуют или отсутствуют, волоски III на краях или внутри глазкового треугольника, короче продольного диаметра задних глазков; пять или шесть пар заднеглазничных волосков. Антенны 8-сегментные, сегмент I без парных дорсо-апикальных волосков, III и IV с длинными, вильчатыми конусами чувств, III—VI обычно с микротрихиями на обеих поверхностях. Пронотум с пятью или шестью парами мелких постеромаргинальных волосков, но волоски S3 и S5 иногда заметно длиннее. Мезонотум со срединной парой волосков далеко от заднего края; присутствуют кампановидные сенсиллы. Метанотум слабо сетчатый; срединная пара волосков далеко от переднего края; кампановидные сенсиллы присутствуют. Передние крылья сужаются дистально, вершинные волоски особенно удлиненные; жилковые волоски короткие, первая жилка с длинным промежутком в ряду волосков, 6—7 базальных и 3 дистальных волоска; вторая жилка с 3—4 широко расставленными волосками; клавус обычно с 5 жилковыми и 1 дискальным волосками; реснички задней бахромки волнистые. Простернальные ферны слабо разделены посередине; базантры мембранные, с тремя-четырьмя волосками; простернальный край широкий и поперечный. Мезостернум со стерноплевральными швами, достигающими переднего края; эндофурка со спинулой. Метастернальная эндофурка без шипика. Лапки 2-сегментные. Тергиты без ктенидий; I—VIII с кампановидной сенсиллой у заднего края; II—VIII каждый с широким непрерывным краспедумом; на VIII краспедум с гребнем латерально; тергит VIII со скульптурированной областью вокруг и перед обеими дыхальцами; тергит IX с двумя парами кампановидных сенсилл, X со срединным расщеплением. Стерниты II—VII с лопастным заднемаргинальным краспедом; стернит II с двумя или тремя дискальными волосками или без них; стернит III иногда с небольшой поровой пластинкой; VII с S1 волосками перед задним краем; латеротергиты без дискальных волосков.
Самец похож на самку, но меньше; тергит IX с парой шиповидных волосков; стерниты IV—VII каждый с поперечной поровой пластинкой. Обычно питается и размножается на молодых листьях и молодых плодах, взрослые особи иногда встречаются на цветах.

## Классификация
Известно около 20 видов. Впервые род был описан в ранге подрода Anaphothrips (Chaetanaphothrips) Priesner, 1926. Включён в состав подсемейства Thripinae. Род Chaetanaphothrips диагностируется по наличию пластроноподобной области, простирающейся вперед к антекостальному гребню от спиралей на тергите VIII. Длинные тонкие усики, слабая склеротизация тела и небольшие срединные волоски на метанотуме — все это характерные признаки, общие с видами Danothrips.
- Chaetanaphothrips brevipennis Nonaka & Okajima, 1992

- Chaetanaphothrips deformans (Karny, 1913)

- Chaetanaphothrips euryae (Karny, 1914)

- Chaetanaphothrips fasciatus (Moulton, 1940)

- Chaetanaphothrips involvens (Karny, 1914)

- Chaetanaphothrips ipomoeae Nonaka & Okajima, 1992

- Chaetanaphothrips kiyosumianus Kudo, 1985

- Chaetanaphothrips leeuweni (Karny, 1914)

- Chaetanaphothrips leucaenae Nonaka & Okajima, 1992

- Chaetanaphothrips longisetis Nonaka & Okajima, 1992

- Chaetanaphothrips machili Hood, 1954

- Chaetanaphothrips microsensillae Nonaka & Okajima, 1992

- Chaetanaphothrips okikirmui Kudo, 1985

- Chaetanaphothrips orchidii (Moulton, 1907)

- Chaetanaphothrips querci Kudo, 1985

- Chaetanaphothrips sexsaetosus Kudo, 1985

- Chaetanaphothrips signipennis (Bagnall, 1914)

- Chaetanaphothrips simplicipennis Nonaka & Okajima, 1992

- Chaetanaphothrips theiperdus (Karny, 1921)

- Chaetanaphothrips varius Nonaka & Okajima, 1992